# مارینا سومیچ
مارینا سومیچ (Marina Sumić؛ متولد ۱۸ اوت ۱۹۹۱) تکواندوکار اهل کرواسی است.
او در مسابقات قهرمانی تکواندو جهان ۲۰۱۱ در دسته سبک‌وزن، پس از شکست در برابر رانگسیا نیسایسوم در بازی نهایی، مدال نقره گرفت. از موفقیت‌های وی در مسابقات تکواندو قهرمانی اروپا عبارتند از: مدال نقره در سال‌های ۲۰۱۲ و ۲۰۱۴.